# Weezer – Video Capture Device: Treasures from the Vault 1991–2002
Weezer – Video Capture Device: Treasures from the Vault 1991–2002 es un DVD de la banda de rock alternativo Weezer. Contiene varias grabaciones de shows en vivo a lo largo de la historia de la banda, desde los comienzos hasta el año 2002. El DVD también tiene todos los videos musicales, desde The Blue Album hasta Maladroit. Además hay grabaciones de los vestuarios, en el escenario, en el estudio y entrevistas.
El DVD debutó en el número 1 del chart Top Music Video de Billboard y hasta octubre de 2005 había vendido 78.968 copias, convirtiéndose de esta forma en DVD de oro.